# Everybody Loves Sunshine
Everybody Loves Sunshine, auch bekannt als B.U.S.T.E.D, ist ein Spielfilm aus Großbritannien, der 1999 gedreht wurde.

## Inhalt
Die Cousins Ray und Terry werden nach der Entlassung aus dem Gefängnis von ihrer Gang 'The Warlords' erwartet. Terry übernimmt sofort seine alte Rolle als brutaler Anführer und nimmt den Krieg gegen die konkurrierenden Chinesen wieder auf. Ray steigt bei den 'Warlords' aus und will ein geregeltes Leben führen.
Ray verbringt viel Zeit mit seinem Freund, dem Sozialarbeiter Leon, der ihn einigen Musikern und Tänzern vorstellt. Gemeinsam wollen sie eine Musikgruppe gründen. Terry überwacht die Aktivitäten und Kontakte seines Cousins Ray, da er insgeheim sehr viel mehr als nur Freundschaft für ihn empfindet. Er hat Angst, er könnte seinen Cousin an Leon verlieren, und will ihn unbedingt in die Gang zurückholen. Darum intrigiert Terry gegen die Mitglieder der Musikgruppe und versucht, Ray umzustimmen – ohne Erfolg.
Dann lernt Ray Clare kennen und verliebt sich in sie – Terry ist vor Eifersucht außer sich. Terry entführt Clare und vergewaltigt sie. Um sie aus dem Weg zu schaffen, gibt Terry seinem Gangmitglied Bernie den Auftrag, Clare umzubringen. Währenddessen spitzt sich der Bandenkrieg der 'Warlords' gegen die Chinesenbande weiter zu. Terry nutzt die brutalen Machtkämpfe für seine Zwecke aus: Er beauftragt kaltblütig den Mord an Leon und dem Sohn eines Tänzers und schiebt das Gemetzel den Chinesen in die Schuhe.
Für Ray bricht mit dem blutigen Tod seines Freundes eine Welt zusammen. Hasserfüllt willigt er ein, den Mord zu rächen. Als er die ganze Wahrheit über Terrys Intrigen erfährt, ist es bereits zu spät.